# Morulina nuda
Morulina nuda är en urinsektsart som beskrevs av Cassagnau 1955. Morulina nuda ingår i släktet Morulina och familjen Neanuridae. Inga underarter finns listade i Catalogue of Life.